# 迪基 (北达科他州)
迪基（英語：Dickey），是美国北达科他州下属的一座城市。根据2010年美国人口普查，该市有人口42人。